# لغات كرواتيا
اللغة الرسمية في كرواتيا هي الكرواتية، وهي لغة من مجموعة اللغات السلافية الجنوبية، التي تندرج ضمن عائلة اللغات الهندو أوروبية، وتُعتبر من بين اللغات ال24 للاتحاد الأوروبي منذ 2013. على الرغم من أن اللسانيين يستخدمون مصطلح الصربية الكرواتية لتحديد اللغة التي يُتحدث بها في كرواتيا والبوسنة والهرسك وصربيا والجبل الأسود، إلا أن اللغة الصربية الكرواتية لم تعد موجودة رسميًا، حيث تطلق كل دولة على لغتها اسم الكرواتية أو البوسنية أو الصربية أو المونتنغرية. لا توجد حدود لغوية بين هذه اللغات (المتحدثون يفهمون بعضهم البعض تلقائيًا، دون مترجم)، وتعريفها تاريخي وسياسي بالأساس. ومن ناحية أخرى، هناك اختلافات جزئية في المعجم (بعض الكلمات، وبعض التصريفات أو الأشكال الإعرابية تختلف) وهناك اختلاف في الأبجدية: فهي لاتينية في كرواتيا واتحاد البوسنة والهرسك، بينما في صربيا والجبل الأسود وجمهورية صرب البوسنة، تتعايش الأبجدية الكيريلية واللاتينية.

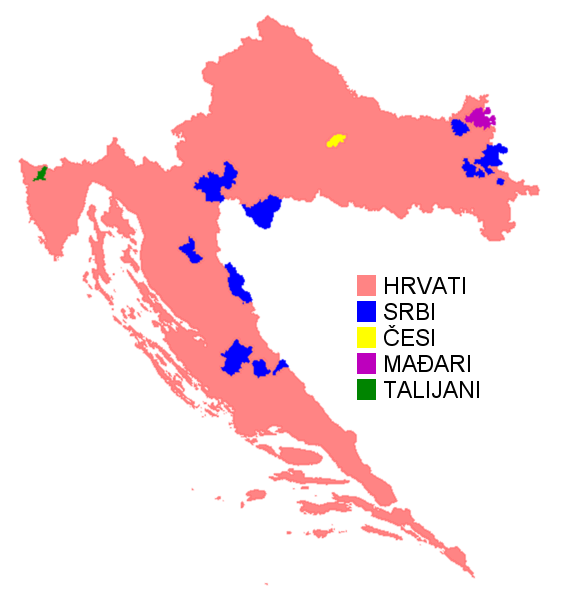
توزيع القوميات.

يتحدث الشباب اللغة الإنجليزية على نطاق واسع، وخاصة في قطاعي السياحة والتجارة، كما أن اللغة الإيطالية موجودة أيضًا، وخاصة نحو ساحل دالماتيا حيث أصبحت اللغة الرسمية لبعض البلديات على قدم المساواة مع اللغة الكرواتية، ولكن أيضًا في بقية البلاد. ولأسباب تاريخية، يتحدث الناس اللغة الألمانية أيضًا (كرواتيا هي منطقة سابقة للإمبراطورية النمساوية المجرية)، كما أن اللغة الألمانية هي لغة يمارسها جزء من الشتات الكرواتي الذي يعمل في ألمانيا. يتم التحدث باللغة المجرية في المناطق الشرقية من كرواتيا.
لقد شهدت اللغة الروسية، التي كانت في يوم من الأيام لغة تعليمية مهمة، وخاصة بين عامي 1955 و1980 خلال فترة الحرب الباردة، تراجعاً حاداً منذ منتصف ثمانينيات القرن العشرين، وقد نسي العديد من الكروات الذين كانوا قادرين على التحدث بها هذه اللغة منذ ذلك الحين، بسبب عدم توفر متحدثين بالروسية في وسطهم. في الوقت الحاضر، يتعلم اللغة الروسية عدد محدود من الطلاب، إضافة للكرواتيين الذين تعلموها قبل عام 1990.

## اللغة الكرواتية

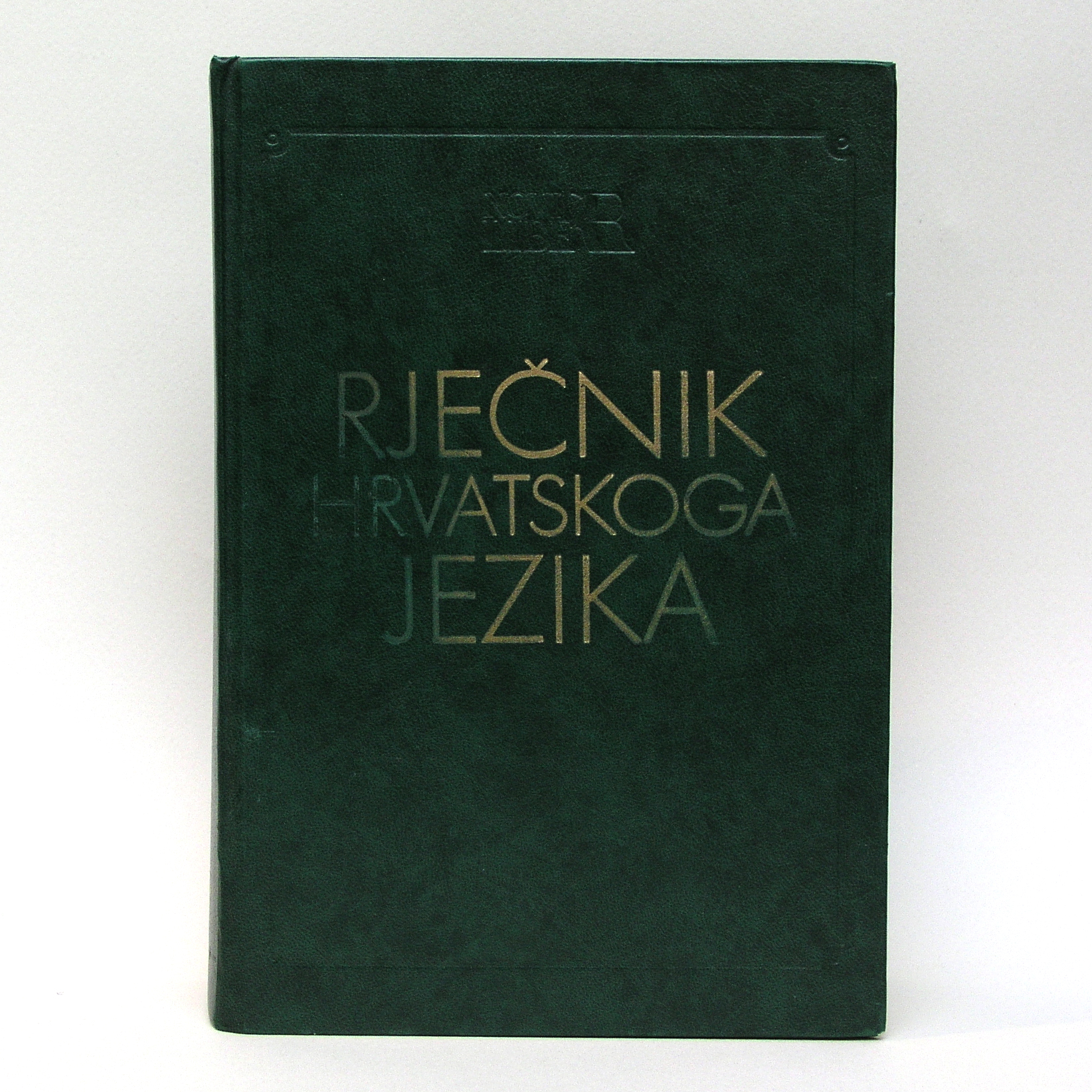
معجم اللغة الكرواتية الذي نشره فلاديمير أنيتش في عام 1991

حلّت اللغة الكرواتية محل اللاتينية كلغة رسمية لحكومة كرواتيا في عام 1847.
ويُنظر عمومًا إلى اللكنة الكرواتية على أنها واحدة من أربع لهجات معيارية للهجة اشتوكافيان من اللغة الصربية الكرواتية، وهي لغة سلافية جنوبية. تُكتب الكرواتية بالأبجدية اللاتينية، وتُستخدم ثلاث لهجات رئيسية على أراضي كرواتيا، وتُعد لهجة اشتوكافيان هي المعيار الأدبي. أما لهجتا تشاكافيان وكايكافيان فتتميّزان عن غيرهما في المعجم والصوتيات والتركيب النحوي.
في الفترة ما بين 1961 و1991، كانت اللغة الرسمية تُسمى رسميًا الصربية-الكرواتية أو الكرواتية-الصربية. وحتى خلال الحكم الاشتراكي، كان الكروات غالبًا ما يشيرون إلى لغتهم باسم "الكرواتية-الصربية" (بدلًا من "الصربية-الكرواتية") أو ببساطة "الكرواتية".
لم يُعترف رسميًا في ذلك الوقت بالنسختين الكرواتية والصربية من اللغة كلغتين منفصلتين، بل كان يُشار إليهما بوصفهما النسختين "الغربية" و"الشرقية"، ولكلٍ منهما أبجدية مفضلة: الأبجدية اللاتينية وفق نظام غاي (Gaj) للكروات، والأبجدية السيريلية وفق نظام كارادجيتش (Karadžić) للصرب.
ويُعرف الكروات بحرصهم الشديد على حماية لغتهم من التأثيرات الأجنبية، نظرًا لتعرضها المستمر للتغيير والتهديد من قبل الحكّام السابقين، إذ كانت الكلمات ذات الأصل الألماني النمساوي، أو المجري، أو الإيطالي، أو التركي تُستبدل بأخرى ذات طابع "سلافي" في الشكل أو الصوت.

## لغات الأقليات
تُستخدم اللغاتُ الأقليّة رسميًا في مناطق الحكم المحلي التي تشكّل فيها الأقليات القومية أكثر من ثلث السكان، أو حيث تفرض التشريعات المحلية استخدامها. وتشمل هذه اللغات: التشيكية، الألمانية، الهنغارية، الإيطالية، الروثينية، الصربية، السلوفينية، والسلوفاكية.
وإلى جانب هذه، تُعترف أيضًا باللغات التالية: الألبانية، البوسنية، البلغارية، الألمانية، العبرية، المقدونية، المونتينيغرية، البولندية، الرومانية، الرومنية (لغة الغجر)، الروسية، الروسية الكارباتية (روثينية)، السلوفينية، التركية، والأوكرانية.
ووفقًا لتعداد عام 2021، صرّح 95.25٪ من مواطني كرواتيا أن الكرواتية هي لغتهم الأم، و1.16٪ صرّحوا أن الصربية هي لغتهم الأم، في حين لم تتجاوز نسبة المتحدثين بأي لغة أخرى 0.5٪ من السكان.
في منطقة دالماسيا، كانت كل مدينة تاريخيًا تتحدث لهجةً من اللغة الدلماسية. وقد تطورت هذه اللغة من اللاتينية مثل باقي اللغات الرومانسية، لكنها تأثرت بشدة باللغتين الفينيسية والكرواتية. تراجعت هذه اللغة عن الاستخدام في المنطقة بحلول القرن السادس عشر، وانقرضت تمامًا عند وفاة آخر متحدث بها في عام 1898.

## اللغات الأجنبية
كشف استطلاع أُجري في عام 2009 أن 78٪ من الكروات يصرّحون بمعرفتهم بلغة أجنبية واحدة على الأقل.
ووفقًا لمسح أجرته المفوضية الأوروبية في عام 2005، فإن 49٪ من الكروات يتحدثون اللغة الإنجليزية كلغة ثانية، و34٪ يتحدثون الألمانية، و14٪ يتحدثون الإيطالية. أما الفرنسية والروسية فيتحدث بها 4٪ من السكان لكل منهما، بينما يتحدث الإسبانية 2٪ من الكروات.
كما أظهر الاستطلاع أن نسبة كبيرة من السلوفينيين (59٪) لديهم قدر معين من الإلمام باللغة الكرواتية.

### اللغات الأجنبية الأكثر دراسة
اللغات الأجنبية الأكثر دراسة من حيث النسبة المئوية للطلاب الذين يتعلمونها في التعليم الثانوي الإعدادي (ISCED 2) في عام 2009/2010 هي كالتالي:
| اللغة      | %      |
| ---------- | ------ |
| الإنجليزية | 96,2 % |
| الألمانية  | 40,8 % |
| الإيطالية  | 10,0 % |
| الفرنسية   | 1,3 %  |
| الإسبانية  | 0,1 %  |
| الروسية    | 0,0 %  |

اللغات الأجنبية الأكثر دراسة من حيث النسبة المئوية للطلاب الذين يتعلمونها في التعليم الثانوي العالي (ISCED 3) للتوجيه العام والمهني/ما قبل المهني في عام 2009/2010 هي كالتالي:
| اللغة      | %      |
| ---------- | ------ |
| الإنجليزية | 87,7 % |
| الألمانية  | 39,9 % |
| الإيطالية  | 14,4 % |
| الفرنسية   | 3,9 %  |
| الإسبانية  | 0,9 %  |
| الروسية    | 0,0 %  |

النسب المئوية للطلاب الذين يدرسون اللغة الإنجليزية والفرنسية والألمانية والإسبانية والروسية في التعليم الثانوي العام العالي (المستوى 3 من التصنيف الدولي الموحد للتعليم) في عام 2009/2010 هي كالتالي:
| اللغة      | %               |
| ---------- | --------------- |
| الإنجليزية | 98,9 %          |
| الألمانية  | 61,2 %          |
| الإيطالية  | من 0 إلى 50,2 % |
| الفرنسية   | 3,8 %           |
| الإسبانية  | 2,6 %           |
| الروسية    | 0,0 %           |

النسب المئوية للطلاب الذين يدرسون اللغة الإنجليزية والفرنسية والألمانية والإسبانية والروسية في التعليم الثانوي العالي (المستوى 3 من التصنيف الدولي الموحد للتعليم) مع التوجه المهني/ما قبل المهني في عام 2009/2010 هي كالتالي:
| اللغة      | %               |
| ---------- | --------------- |
| الإنجليزية | 83,2 %          |
| الألمانية  | 31,3 %          |
| الإيطالية  | من 0 إلى 20,2 % |
| الفرنسية   | 3,9 %           |
| الإسبانية  | 0,2 %           |
| الروسية    | 0,0 %           |